# All My Heroes Are Dead
All My Heroes Are Dead è il terzo album in studio del rapper statunitense R.A. the Rugged Man, pubblicato nel 2020.

## Tracce
1. All My Heroes Are Dead (The Introduction) – 2:33
2. Legendary Loser – 4:21
3. Golden Oldies (featuring Atmosphere & Eamon) – 3:32
4. Wondering (How to Believe) (featuring David Myles) – 4:01
5. Dragon Fire (featuring Ghostface Killah, Kool G Rap, Masta Killa & XX3EME) – 4:36
6. All Systems Go – 3:22
7. Cancelled Skit (Performed by Psalm One & Angel Davanport) – 0:23
8. Angelic Boy – 4:15
9. Gotta Be Dope (featuring A-F-R-O & DJ Jazzy Jeff) – 3:22
10. First Born (featuring Novel) – 4:32
11. E.K.N.Y. (Ed Koch New York) (featuring Inspectah Deck & Timbo King) – 3:18
12. Hate Speech – 4:18
13. Living Through a Screen (Everything Is a Lie) (featuring The Kickdrums) – 3:46
14. Contra-Dictionary – 3:25 – Mr. Green
15. The Slayers Club (featuring Ice-T, Vinnie Paz, Brand Nubian, Chris Rivers, Chino XL, M.O.P. & Onyx) – 4:26
16. Life of the Party – 4:21
17. The Big Snatch – 4:06
18. John John Skit – 0:12
19. Who Do We Trust? (featuring Immortal Technique) – 3:55
20. Malice of Mammon (featuring Chuck D of Public Enemy) – 3:52 – Mr. Green
21. Sean riP (Interlude) (featuring Shaun P) – 0:41
22. The After Life (featuring Sarah Smith & Kelly Waters) – 4:47